# Африканска плоча
Африканската плоча е тектонска плоча, застъпваща както екватора, така и нулевия меридиан. Тя включва по-голямата част от континента Африка, както и океанска кора, намираща се между континента и околните средноокеански хребети. Преди около 60 – 10 милиона години Сомалийската плоча започва да се отцепва от Африканската плоча по дължина на Източноафриканската рифтова система. Тъй като континентът Африка е съставен от кора и от двете плочи, в някои книги Африканската плоча е наричана Нубийска плоча, за да се различава от самия континент.

## Граници
Западният ръб на Африканската плоча представлява дивергентна граница със Северноамериканската плоча на север и Южноамериканската плоча на юг, с което се образува централната и южната част на Средноатлантическия хребет. На североизток Африканската плоча граничи с Арабската плоча, на югоизток със Сомалийската плоча, на север с Евразийската плоча, Анатолската плоча и плочата на Егейско море, а на юг граничи с Антарктическата плоча. Всички тези граници са дивергентни, освен северната граница и малък участък до Азорските острови.

## Компоненти
Африканската плоча включва няколко кратона, стабилни блокове от стара кора с дълбоки основи в подконтиненталната литосферна мантия и по-малко стабилни терейни, които се съединяват, за да образуват африканския континент по време на събирането на суперконтинента Пангея преди около 550 милиона години. Кратоните от юг на север са: Калахари, Конго, Танзания и Западноафрикански.
В миналото кратоните са отдалечени един от друг, но по време на Панафриканската орогенеза се събират и остават заедно след разделянето на Гондвана. Кратоните са свързани чрез орогенни пояси, райони на силно деформирани скали, където тектонските плочи са си взаимодействали. Сахарският метакратон понякога е определян като останките от кратон, който се е отделил от подконтиненталната литосферна мантия, но е възможно да е съставен и от сбор от несвързани части от кората, които са били избутани на едно място по време на Панафриканската орогенеза.
В някои области, кратоните са покрити от седиментни басейни (Тиндуф, Таидени, Конго), където древната кора отдолу е покрита от по-скорошни неопротерозойски седименти. Плочата включва и няколко зони на срязване, където в миналото две части на кората са се движили в противоположни посоки, и рифтови зони, в които кората разкъсва, а получената депресия се запълва с по-нови седименти.

## Съвременно движение
Африканската плоча се разкъсва в източната част на континента Африка по дължина на Източноафриканската рифтова система. Тази зона отделя Африканската плоча на запад от Сомалийската плоча на изток. Според една хипотеза, съществува мантийна струя под Афарската депресия, докато според друг хипотеза раздалечаването е просто зона на максимално отслабване, в която Африканската плоча се деформира, докато плочите на изток се движа бързо на север.
Скоростта на Африканската плоча е оценена на около 2,15 cm годишно. През последните 100 милиона години тя се движи като цяло в североизточна посока. Поради това, тя се приближава към Евразийската плоча, предизвиквайки субдукция на местата, където океанската кора се сблъсква с континенталната кора (централните и източните части на Средиземноморието). В западните части на Средиземно море, движението на Евразийската и Африканската плочи създава комбинация от странични и компресионни сили, които са концентрирани в зона, позната като Азорско-Гибралтарски трансформен разлом. По дължина на североизточния си ръб, Африканската плоча граничи с Червеноморския рифт, при който Арабската плоча се отдалечава от Африканската плоча.
Новоанглийската гореща точка в Атлантика вероятно е създала малка линия от терциерски подводни планини, но към момента е неактивна.